# Římskokatolická církev v Albánii

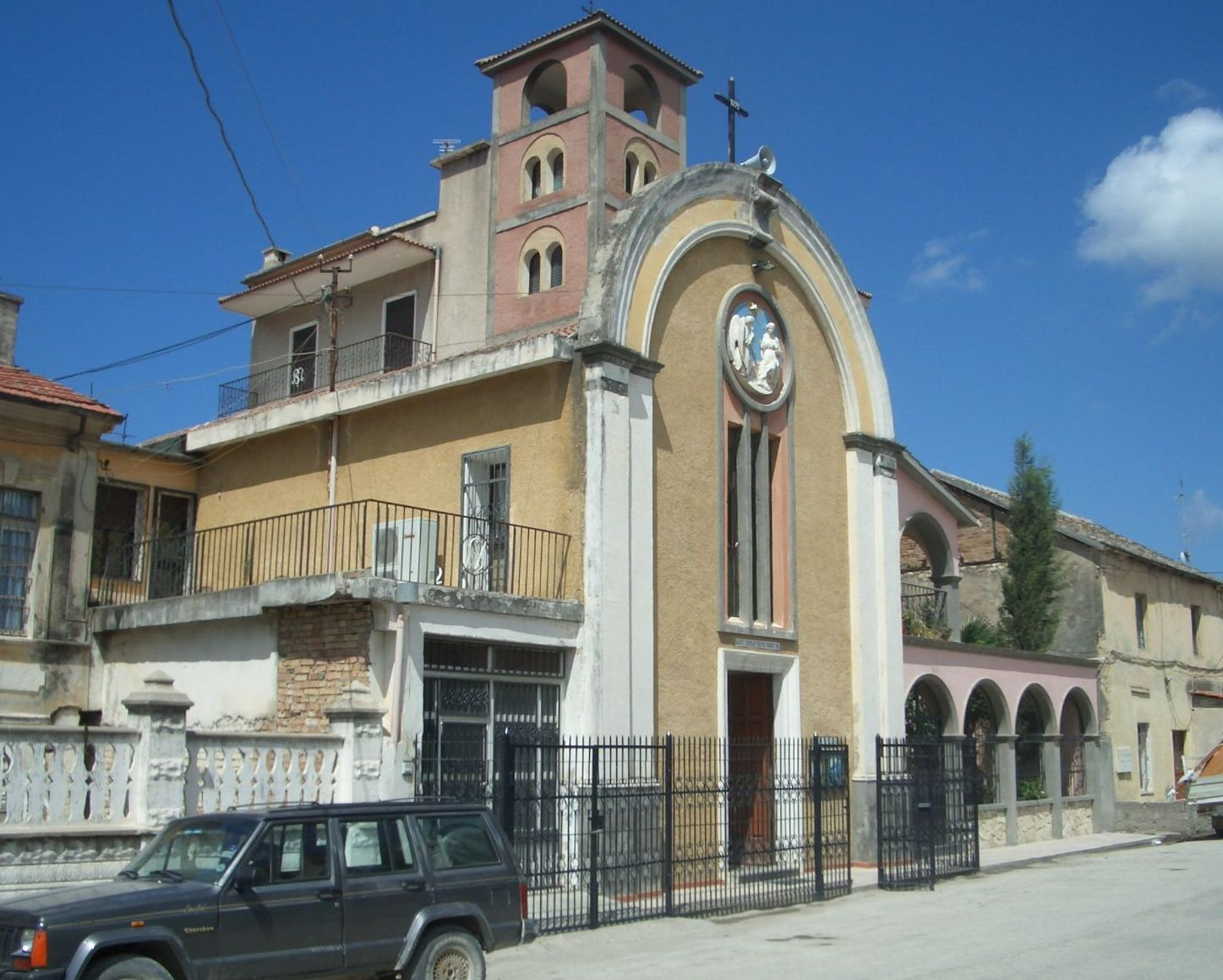
Katolický kostel ve Vlorë

Římskokatolická církev je třetí největší náboženskou skupinou v Albánii (po islámu a pravoslaví). Počet albánských katolíků se odhaduje okolo 350 000, tj. cca 10 % obyvatelstva.
V dobách socialistického režimu mezi lety 1946 až 1991 byli křesťané pronásledováni, mnoho věřících, kněží i biskupů bylo zabito či uvězněno. Po vyhlášení Albánie za ateistický stát (1967) bylo dokonce praktikování křesťanství ilegální. Kostely byly nejprve zavřeny, později zbořeny. Za držení Bible či křest byly udělovány přísné tresty. Po roce 1991 začaly být však budovány nové chrámy, a byť je Albánie země nábožensky velmi různorodá, nedochází zde ke střetům příznivců jednotlivých náboženství. V roce 1993 zemi navštívil papež Jan Pavel II., který v katedrále ve Skadaru vysvětil čtyři nové biskupy (šlo o první biskupské svěcení v Albánii od roku 1946). V roce 1994 byl historicky prvním albánským kardinálem jmenován kněz Mikel Koliqi (1902–1997), který prožil 21 let v pracovních táborech. Roku 2016 byli blahořečeni Albánští mučedníci, 38 mučedníků z doby komunistického režimu v Albánii. Jednalo se o duchovní i laiky (z toho dva biskupové) a jeden z mučedníků byl příslušníkem albánské řeckokatolické církve.

## Struktura

Sídla albánských římskokatolických biskupství

Albánie se člení na dvě církevní provincie složené celkem z pěti diecézí.
- arcidiecéze skadarsko-pultská (vzn. 2005 sjednocením arcid. Skadar z 1867 a diec. Pult z 9. stol.) se sufragánními diecézemi:
  - diecéze Lezhë
  - diecéze Sapë (zal. 1062)
- arcidiecéze tiransko-dračská (vzn. 1992 sjednocením arcid. Drač z 13. stol. a diec. Tirana) se sufragánní diecézí:
  - diecéze rrëshenská (vzn. 1996 z územního opatství)